# Concert du nouvel an 1973 à Vienne
Le concert du nouvel an 1973 de l'orchestre philharmonique de Vienne, qui a lieu le 1er janvier 1973, est le 33e concert du nouvel an donné au Musikverein, à Vienne, en Autriche. Il est dirigé pour la 19e fois consécutive par le chef d'orchestre autrichien Willi Boskovsky.
Johann Strauss II y est toujours le compositeur principal, mais son frère Josef est représenté avec trois pièces, et son autre frère Eduard avec deux.
Cinq pièces sur les seize au total sont jouées pour la première fois au concert du nouvel an.

## Programme
Les pièces suivies d'un astérisque (*) sont jouées pour la première fois.

### Première partie
1. Johann Strauss II : ouverture de l'opérette Der Zigeunerbaron
2. Josef Strauss : Sphärenklänge, valse, op. 235
3. Johann Strauss : Piefke und Pufke, polka, op. 235
4. Eduard Strauss : Luftig und duftig, polka rapide, op. 206*
5. Johann Strauss II : Liebeslieder, valse, op. 114
6. Johann Strauss II : Spanischer Marsch, marche, op. 433
7. Johann Strauss II : Tritsch-Tratsch-Polka, polka rapide, op. 214

### Deuxième partie
1. Johann Strauss II : ouverture de l'opérette Der Karneval in Rom*
2. Johann Strauss II : Herzenskönigin, polka française, op. 445*
3. Johann Strauss II : Künstlerleben, valse, op. 316
4. Johann Strauss II : Lob der Frauen, polka-mazurka, op. 315*
5. Johann Strauss II : Freikugeln, polka rapide, op. 326
6. Johann Strauss II : Im Krapfenwald’l, polka française, op. 336
7. Eduard Strauss : Ohne Bremse, polka rapide, op. 238*
8. Josef Strauss : Delirien-Walzer, valse, op. 212
9. Josef Strauss : Auf Ferienreisen, polka rapide, op. 133